# HD 125612
HD 125612 (HIP 70123 / SAO 158501) es una estrella enana amarilla situada en la constelación de Virgo de magnitud aparente +8,92. La estrella se encuentra aproximadamente a unos 180 años luz de distancia del sistema solar. Se le conocen tres planetas extrasolares en órbita alrededor de esta estrella.

## Características físicas
HD 125612 es una enana amarilla del tipo espectral G3V con una temperatura efectiva superficial aproximada de 5900 K.
Con un diámetro un 5% más grande que el del Sol, brilla con una luminosidad un 14% superior a la luminosidad solar. Su elevada luminosidad en relación con su tipo espectral, así mismo como su tamaño, guarda cierta semejanza con la estrella 70 Virginis, aunque su luminosidad no es tan elevada como en esta última. Su masa estimada es un 9,1% mayor que la masa solar, y como corresponde a lo antes expuesto, es una estrella muy antigua con una edad aproximada de unos 2 billones de años.

## Sistema planetario
Sus planetas orbitantes tienen las siguientes características:
- El primer planeta, HD 125612 c, orbita a una distancia media de 0,05 UA de la estrella, empleando 4,15 días en completar la órbita.
- El segundo planeta, HD 125612 b, se mueve en una órbita más alejada, a una distancia media de 1,37 UA, empleando 559 días para completar su órbita.
- El tercer planeta, HD 125612 d, orbita a una distancia media de 4,2 UA de la estrella, tardando 3008 días en completar la órbita.